# Ceratina glossata
Ceratina glossata är en biart som beskrevs av Michener 1954. Ceratina glossata ingår i släktet märgbin, och familjen långtungebin. Inga underarter finns listade i Catalogue of Life.